# Jan Chrzciciel Đinh Văn Thanh
Św. Jan Chrzciciel Đinh Văn Thanh (wiet. Gioan Baotixta Đinh Văn Thanh) (ur. ok. 1796 r. w Nôn Khê, prowincja Ninh Bình w Wietnamie – zm. 28 kwietnia 1840 r. w Ninh Bình w Wietnamie) – katechista, męczennik, święty Kościoła katolickiego.
Jan Chrzciciel Đinh Văn Thanh w 1837 r. został aresztowany razem z księdzem Pawłem Phạm Khắc Khoan i katechistą Piotrem Nguyễn Văn Hiếu. Pomimo tortur nie udało ich się Jana Chrzciciela Đinh Văn Thanh skłonić do wyrzeczenia wiary. Zostali ścięci 28 kwietnia 1840 r.
Dzień wspomnienia obchodzone jest w Kościele katolickim w dzienną rocznicę śmierci, a w grupie 117 męczenników wietnamskich wspominany jest 24 listopada.
Beatyfikowany 27 maja 1900 r. przez Leona XIII. Kanonizowany przez Jana Pawła II 19 czerwca 1988 r. w grupie 117 męczenników wietnamskich.